# 訃報 2008年4月
訃報 2008年4月（ふほう 2008ねん4がつ）では、2008年4月中に物故した、又は物故が報じられた人物についてまとめる。

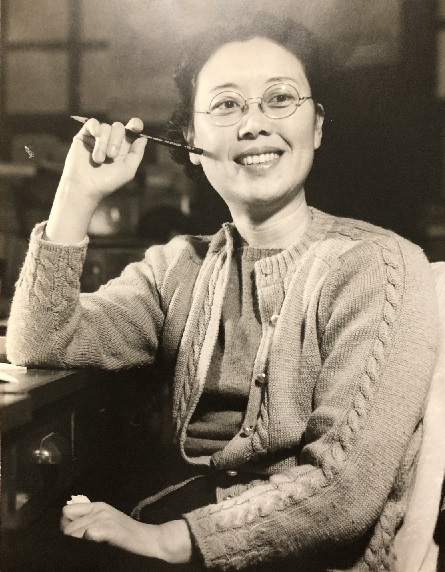
石井桃子／4月2日没

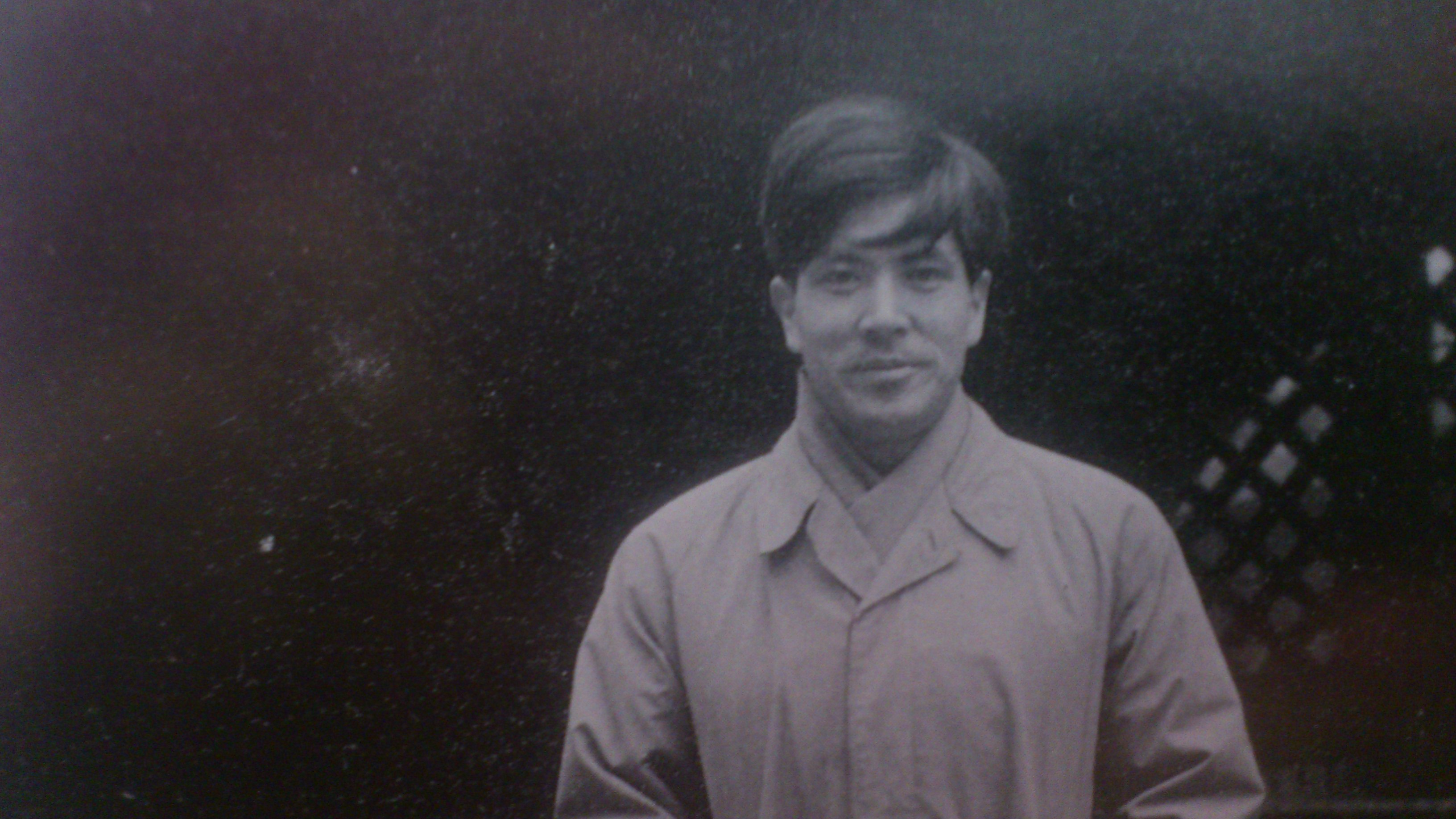
小川国夫／4月8日没

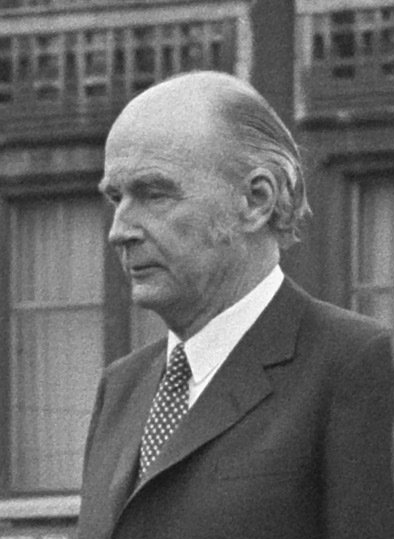
パトリック・ヒラリー／4月12日没

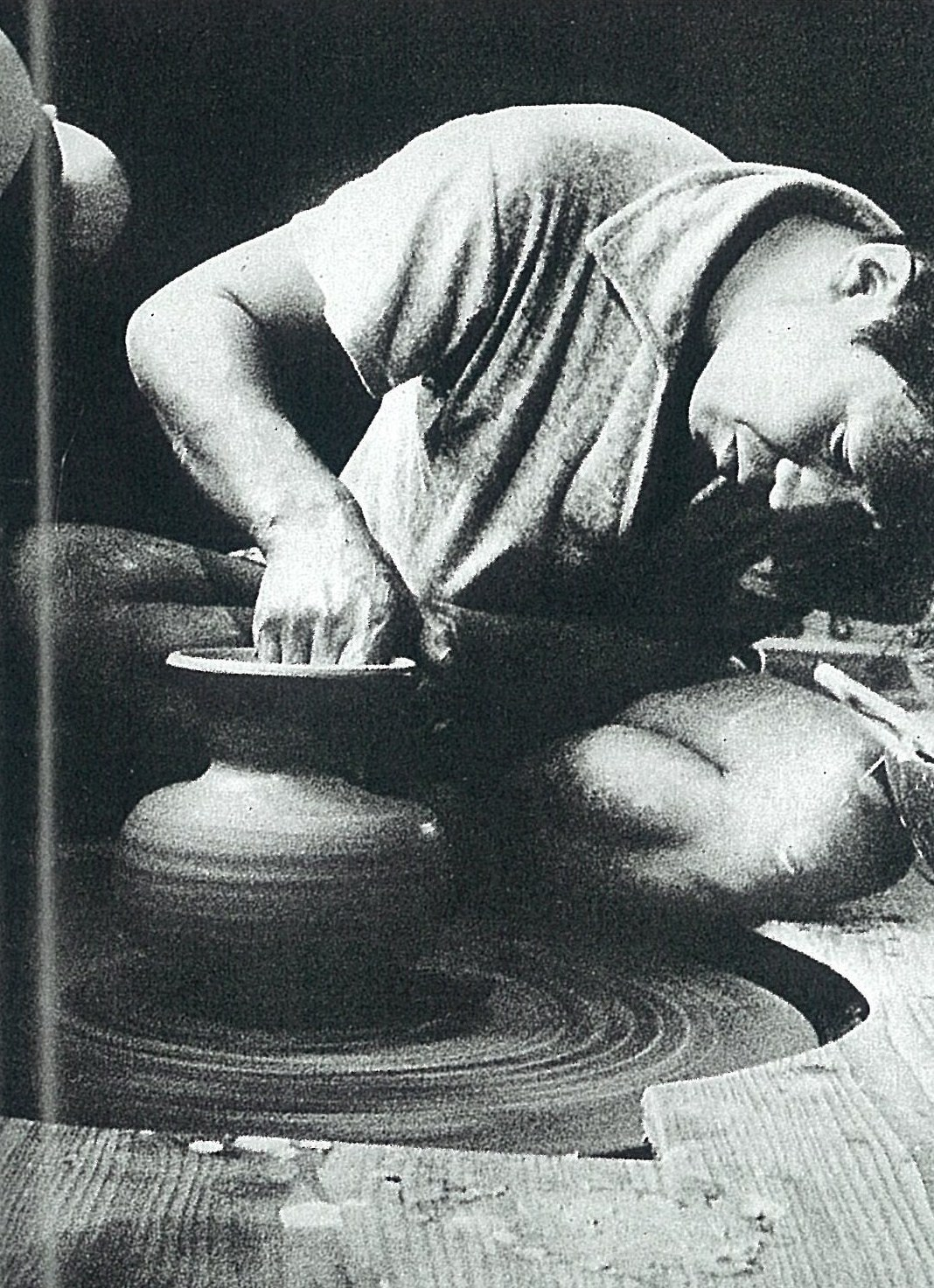
辻清明／4月15日没

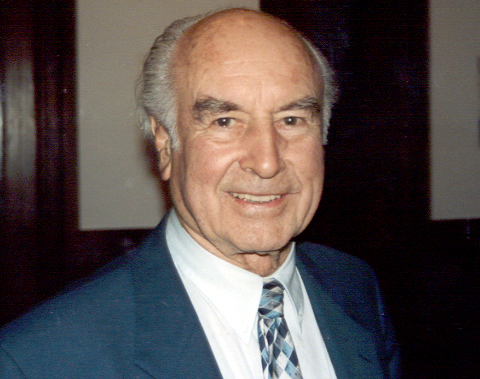
アルバート・ホフマン／4月29日没

## (1日 - 15日)
- 4月1日 - 橋本嘉幸、薬学博士、共立薬科大学元理事長（* 1930年）
- 4月1日 - ショシュ・アタリ（英語版）、イスラエルの女優（* 1949年）
- 4月1日 - バチャコー・ペーテル（Baczakó Péter）、ハンガリーの重量挙げ選手（* 1951年）
- 4月2日 - 石井桃子、児童文学作家（* 1907年）
- 4月2日 - 吉本実、元労働事務次官（* 1923年?）
- 4月2日 - イム・ソンフン、(タートルマン。ko:터틀맨)コブギのラッパー（* 1970年）
- 4月3日 - 中西珠子、元参議院議員（* 1919年）
- 4月3日 - 久保和彦、崇徳高等学校野球部/バレーボール部元監督（* 1924年）
- 4月3日 - ジョニー・バーン（Johnny Byrne）、イギリスの脚本家（* 1935年）
- 4月3日 - フルボイェ・チュスティッチ（Hrvoje Ćustić）、クロアチアのサッカー選手（* 1983年）
- 4月4日 - 大場博、日本中央競馬会元厩務員（* 1916年）
- 4月4日 - 榑松正利、洋画家（* 1916年）
- 4月4日 - 呉学謙、中華人民共和国元外交部長（* 1921年）
- 4月5日 - 山中かく、日本最長寿の女性（* 1894年）
- 4月5日 - リチャード・オールティック、アメリカ合衆国の作家（* 1915年）
- 4月5日 - チャールトン・ヘストン、アメリカ合衆国の映画俳優（* 1924年）
- 4月5日 - 前登志夫、歌人（* 1926年）
- 4月5日 - 北沢拓也、小説家（* 1940年）
- 4月6日 - 多田小餘綾、阿波民謡歌手（* 1907年）
- 4月6日 - 川内康範、作詞家・小説家（* 1920年）
- 4月6日 - 五十嵐邁[1]、昆虫学者（* 1924年）
- 4月6日 - 植田夏、京都大学名誉教授（* 1924年）
- 4月6日 - 内山秀夫、慶應義塾大学名誉教授・新潟国際情報大学元学長（* 1930年）
- 4月7日 - 市川正一、元日本共産党参議院議員（* 1923年）
- 4月7日 - フィル・アーソ、ジャズ・テナー・サクソフォーン奏者（* 1925年）
- 4月7日 - 原田勝正、和光大学名誉教授、鉄道史家（* 1930年）
- 4月7日 - 江頭邦雄、味の素株式会社会長（* 1937年）
- 4月8日 - 白髪一雄、画家（* 1924年）
- 4月8日 - 小川国夫、小説家（* 1927年）
- 4月8日 - スタンリー・カメル、アメリカ合衆国の俳優（* 1943年）
- 4月9日 - 毛利彰、イラストレーター（* 1935年）
- 4月10日 - ジョン・ウォールケ、政治学者（* 1917年）
- 4月10日 - 渡邊弥太郎、日本陸上競技連盟元常務理事（* 1918年）
- 4月10日 - エルネスト・コリピオ・アウマーダ（Ernesto Corripio y Ahumada）、メキシコの枢機卿（* 1919年）
- 4月10日 - 古川吉重、画家（* 1921年）
- 4月10日 - 下飯坂菊馬、シナリオライター（* 1927年）
- 4月11日 - 船津勝、生物化学者（* 1913年）
- 4月11日 - 桑野博利、画家（* 1913年）
- 4月11日 - ウィロビー・ゴダード（Willoughby Goddard）、イギリスの俳優（* 1926年）
- 4月12日 - 稲垣赳夫、東京医科大学元理事長（* 1920年）
- 4月12日 - セシリア・カレッジ、イギリスのフィギュアスケート選手（* 1920年）
- 4月12日 - 千葉乗隆、龍谷大学元学長（* 1921年）
- 4月12日 - パトリック・ヒラリー、元アイルランド大統領（* 1923年）
- 4月12日 - ディーター・エップラー（Dieter Eppler）、ドイツの俳優（* 1927年）
- 4月13日 - ジョン・アーチボルト・ホイーラー、アメリカ合衆国の物理学者（* 1911年）
- 4月14日 - オリー・ジョンストン、アメリカ合衆国のアニメーター（* 1912年）
- 4月14日 - ジューン・トラヴィス（June Travis）、アメリカ合衆国の女優（* 1914年）
- 4月14日 - トミー・ホームズ（Tommy Holmes）、アメリカ合衆国の野球選手（* 1917年）
- 4月14日 - 森中千香良、元・プロ野球選手、野球解説者（* 1939年）
- 4月14日 - 古賀忠昭、詩人（* 1944年）
- 4月15日 - ヘイゼル・コート（Hazel Court）、イギリスの女優（* 1926年）
- 4月15日 - 辻清明、陶芸家（* 1927年）
- 4月15日 - デイヴィッド・キャス、アメリカ合衆国の経済学者（* 1937年）
- 4月15日 - ブライアン・デヴィソン、元ナイスのドラマー（* 1942年）
- 4月15日 - マヒナランギ・トッカー（Mahinarangi Tocker）、ニュージーランドのミュージシャン（* 1955年）
- 4月15日 - ショーン・コステロ（Sean Costello）、アメリカ合衆国のブルースギタリスト（* 1979年）

## (16日 - 30日)
- 4月16日 - エドワード・ローレンツ、アメリカ合衆国の気象学者（* 1917年）
- 4月16日 - 廣津久雄、将棋棋士九段（* 1923年）
- 4月16日 - 恒川拓士、エンデューロレーサー、医師（* 1970年）
- 4月17日 - エメ・セゼール、マルティニーク出身の詩人（* 1913年）
- 4月17日 - ミハイル・タニッチ（Mikhail Tanich）、ロシアの詩人（* 1923年）
- 4月17日 - 大江洸、全国労働組合総連合元議長（* 1929年）
- 4月17日 - ダニー・フェデリシ（Danny Federici）、アメリカ合衆国のミュージシャン（* 1950年）
- 4月17日 - 横山友美佳、バレーボール元女子日本代表選手（* 1987年）
- 4月18日 - 吉野裕子、民俗学者（* 1916年）
- 4月18日 - 伊藤龍象、大阪大学名誉教授（* 1928年）
- 4月19日 - ジェルメーヌ・ティヨン（Germaine Tillion）、フランスの人類学者（* 1907年）
- 4月19日 - 小林忠郎、日本ラグビーフットボール協会顧問（* 1916年）
- 4月19日 - 佐治泰次、建築学者（* 1922年）
- 4月19日 - 八柳鐵郎、エッセイスト（* 1931年）
- 4月19日 - アルフォンソ・ロペス・トルヒーヨ（Alfonso López Trujillo）、コロンビアの枢機卿（* 1935年）
- 4月19日 - ジョン・マルザーノ（John Marzano）、アメリカ合衆国の野球選手（* 1963年）
- 4月20日 - 田島麻（旧姓：土倉麻）、1932年ロサンゼルスオリンピック日本代表陸上競技選手、日本陸上競技連盟審議員（* 1914年）
- 4月20日 - モニカ・ロヴィネスク（Monica Lovinescu）、ルーマニアの作家（* 1923年）
- 4月20日 - ベベ・バロン（Bebe Barron）、アメリカ合衆国の電子音楽作曲家（* 1925年）
- 4月20日 - VL・マイク（VL Mike）、アメリカ合衆国のラッパー（* 1978年）
- 4月21日 - アーロン・シアラー（Aaron Shearer）、アメリカ合衆国のギタリスト（* 1919年）
- 4月21日 - アル・ウィルソン（Al Wilson）、アメリカ合衆国のソウル歌手（* 1939年）
- 4月22日 - 川越美和、日本の歌手・女優（* 1973年）[2]
- 4月23日 - 西村甲子夫、関西医科大学名誉教授（* 1923年）
- 4月23日 - 青木龍山、陶芸家（* 1926年）
- 4月23日 - ジャン＝ダニエル・キャディノット（Jean-Daniel Cadinot）、フランスの映画監督（* 1944年）
- 4月24日 - 深川宗俊、歌人（* 1920年）
- 4月24日 - ジミー・ジュフリー、アメリカ合衆国のジャズクラリネット奏者（* 1921年）
- 4月25日 - 林俊、作家（* 1913年）
- 4月25日 - ハンフリー・リトルトン（Humphrey Lyttelton）、イギリスのジャズトランペット奏者（* 1921年）
- 4月26日 - ヘンリー・ブラント（Henry Brant）、カナダ生まれの作曲家（* 1913年）
- 4月26日 - 湯木昭二朗、料亭東京吉兆前社長（* 1927年）
- 4月28日 - ジャック・ハンラハン（Jack Hanrahan）、アメリカ合衆国の脚本家、エミー賞受賞者（* 1933年）
- 4月28日以前（4月23日頃） - 新井裕己、山岳スキーヤー（* 1975年）
- 4月29日 - アルバート・ホフマン、スイスの化学者（* 1906年）
- 4月29日 - 和田茂樹、国文学者（* 1911年）
- 4月29日 - 長谷川龍雄、技術者（* 1916年）
- 4月29日 - 柏楊、台湾在住の作家（* 1920年）
- 4月29日 - 岡部伊都子、随筆家（* 1923年）
- 4月29日 - チャック・デイ（Chuck Daigh）、アメリカ合衆国のレーサー（* 1923年）
- 4月29日 - チャールズ・ティリー、アメリカ合衆国の社会学者（* 1929年）
- 4月29日 - ジュリー・エーゲ（Julie Ege）、ノルウェーの女優（* 1943年）
- 4月30日 - 緒方彰、日本放送協会元解説委員長（* 1920年）
- 4月日付不明 - 小沢正、児童文学作家（* 1937年）